# شهرستان کلارک (داکوتای جنوبی)
شهرستان کلارک، داکوتای جنوبی (به انگلیسی: Clark County, South Dakota) یک سکونتگاه مسکونی در ایالات متحده آمریکا است که در داکوتای جنوبی واقع شده‌است.

## خصوصیات
شهرستان کلارک ۲٬۵۰۷ کیلومترمربع مساحت دارد.